# Frank Jensen (político)
Frank Jensen (nacido el 28 de mayo de 1961, en Ulsted) es un político danés, miembro del Partido Socialdemócrata.
Jensen fue Ministro de Investigación desde el 27 de septiembre de 1994 hasta el 30 de diciembre de 1996, en el segundo gabinete de ministros de Poul Nyrup Rasmussen, y Ministro de Justicia desde esa fecha hasta el 27 de noviembre de 2001, en el tercer y cuarto gabinete.
Tras la renuncia de Mogens Lykketoft al frente de los Socialdemócratas, tras perder las elecciones parlamentarias de 2005, Jensen y Helle Thorning-Schmidt fueron los dos candidatos del partido para sucederle. Los miembros del partido celebraron elecciones primarias el 12 de abril de 2005, escogiendo a Thorning-Schmidt con un 53% de los votos, frente al 47% de Jensen.